# Billardia intermedia
Billardia intermedia is een hydroïdpoliep uit de familie Lafoeidae. De poliep komt uit het geslacht Billardia. Billardia intermedia werd in 1967 voor het eerst wetenschappelijk beschreven door Blanco. 